# Germaine Poliakov
Pour les articles homonymes, voir Poliakov.
Germaine Poliakov, née Rousso le 15 décembre 1918 à Constantinople (actuelle Istanbul) dans l'Empire ottoman et morte à 101 ans le 19 février 2020 à Massy, est une enseignante de musique française, et survivante de la Shoah.

## Biographie
Germaine Rousso est née le 15 décembre 1918 à Constantinople, l’ancien nom historique de l'actuelle ville d’Istanbul, alors capitale de l'Empire ottoman.
Elle est la fille de Nissim, François Rousso Rousseau (?-1964) et de Irma Mondolfo (1884-1957). Sa famille émigre en France alors qu’elle est âgée de deux ans.

### Seconde Guerre mondiale
Elle échappe à la Shoah,, en se cachant à Beaulieu-sur-Dordogne (Corrèze), où elle est monitrice d'une colonie cachée d'enfants juifs qui échappent ainsi à la déportation et à la mort, et où elle donne naissance à trois de ses enfants, en 1942, 1943 et 1944,,.

### Musicienne
Germaine Poliakov fonde la chorale Accord à Massy dans l'Essonne en 1960.

### Famille
De son premier mariage avec Ralph Weyl (1922-2004), naissent trois enfants.
En 1952, elle épouse en secondes noces l’ancien résistant et futur historien Léon Poliakov à la mairie du XIIIe arrondissement parisien,  avec qui elle aura un fils, en 1960.
Leur mariage durera jusqu’à la mort de Léon Poliakov à Orsay en 1997,,.
Elle meurt dans sa 102e année à son domicile de Massy.

## Œuvres
- Initiation à la lecture mélodique : une nouvelle approche du solfège (préface de Maurice Martenot), Paris, Bordas, 1979  (ISBN 2-04-010251-5)
- Chanter d'abord : solfège, initiation débutants : livre du maître, Paris, Rideau rouge, 1984[15],[16] 39593840h
- Chanter d'abord : solfège, initiation débutants : livre de l'élève, Paris, Rideau rouge, 1984[17]
- Louis Lewandowski (musique), Germaine Poliakov (mise en lettres latines, trad. et annot.), Psaume 92 (v. 13-16) : liturgie hébraïque [pour chœur à 4 voix mixtes], Lyon, À Cœur joie, coll. « À Cœur joie. Le Chant sacré », no 557, 1979, 2 p.[18],[19]

## Décoration
- Chevalier de l'ordre national du Mérite, comme enseignante de musique pendant 56 ans (2012)[20].